# Jyllands-Postens Fond
Jyllands-Postens Fond er en dansk erhvervsdrivende fond, der via sit ejerskab af Jyllands-Posten Holding A/S ejer halvdelen af JP/Politikens Hus. Den anden halvdel ejes af Politiken-Fonden. Fonden råder over en formue på knap 50 millioner kroner (2023).
Fonden blev stiftet i 1971 og har som sit primære formål "at støtte JP/Politikens Hus A/S i udgivelse af Morgenavisen Jyllands-Posten som et af private, erhvervsmæssige, organisationsmæssige og partipolitiske interesser uafhængigt liberalt dagblad og igennem holdingvirksomhed at drive anden medievirksomhed eller medierelateret virksomhed”. Det er fonden, der udpeger chefredaktører på Jyllands-Posten. Sekundært støtter fonden en række initiativer via legater. Derudover råder fonden over en legatbolig i Berlin, som kunstnere og forfattere kan ansøge om at låne.
Jyllands-Postens Fond uddeler fire forskellige priser med forskellige intervaller: Jyllands-Postens litteraturpriser, European Press Prize, Ytringsfrihedsprisen og Laust Jensen-Prisen.
Fra 2014 til 2024 var tidligere chefredaktør på Jyllands-Posten Jørgen Ejbøl formand for fonden. Da det kom frem, at han i forbindelse med sin 75 års-fødselsdag i februar havde modtaget et særligt vederlag på 2,1 millioner kroner, mødte han kritik fra husets medarbejdere og blev genstand for offentlig debat. Normalt udbetaltes en sådan bonus kun, hvis bestyrelsesformanden går på pension, men fondsbestyrelsen havde forinden bedt ham fortsætte. Efter juridisk rådgivning valgte Jørgen Ejbøl at trække sig som fondsformand, og 4. juni blev det annonceret, at Tina Nikolaisen overtager formandsposten. Hun har været medlem af fondens bestyrelse siden 2023.